# Micaria capistrano
Espèce
Micaria capistrano est une espèce d'araignées aranéomorphes de la famille des Gnaphosidae.

## Distribution
Cette espèce se rencontre au Mexique dans le Nord de la Basse-Californie et aux États-Unis dans le Sud de la Californie,.

## Description
Les femelles mesurent de 2,12 à 2,78 mm.

## Étymologie
Son nom d'espèce lui a été donné en référence au lieu de sa découverte, San Juan Capistrano.

## Publication originale
- Platnick & Shadab, 1986 : A revision of the American spiders of the genus Micaria (Araneae, Gnaphosidae). American Museum novitates, no 2916, p. 1-64 (texte intégral).